# Šimon Jurovský
Šimon Jurovský původním jménem Weiss-Nägel (8. února 1912 Ulmanka u Banské Bystrice, Uhersko – 8. listopadu 1963 Praha, Československo), slovenský hudební skladatel, autor baletů, zpěvoher, komorní, scénické a filmové hudby
V roce 1928 začal studovat na Učitelském ústavu v Banské Bystrici. Po ukončení studia, v roce 1931, nastoupil na Hudební a dramatickou akademii v Bratislavě, kde u profesora Alexandra Moyzese studoval skladbu a u Jozefa Vincourka dirigování. V letech 1937-1939 pracoval jako referent gramofonového a snímkového archivu v Slovenském rozhlase. Z rozhlasu odjel v roce 1939 do Vídně, aby tam u J. Marxe studoval skladbu na Hochschule für Musik und darstellende Kunst. Jako dirigent účinkoval v Pěveckém sboru bratislavských učitelek (1939-1942) a v Bratislavském dělnickém zpěvokole (1945-1947). Mezi tím pracoval jako hudební režisér ve Slovenském rozhlase. V roce 1948 se zde stal vedoucím hudebního odboru dokud v roce 1951 nebyl jmenován vedoucím hudebního odboru na Pověřenictva školství a osvěty. Z pověřenictva přešel v roce 1955 do funkce ředitele Slovenského lidového uměleckého kolektivu. Dne 1. října roku 1956 se stal uměleckým šéfem Opery Slovenského národního divadla. Tuto funkci vykonával až do své smrti v roce 1963.
Šimon Jurovský napsal hudbu k filmu Pole Neorané.